# Tallarol de collar

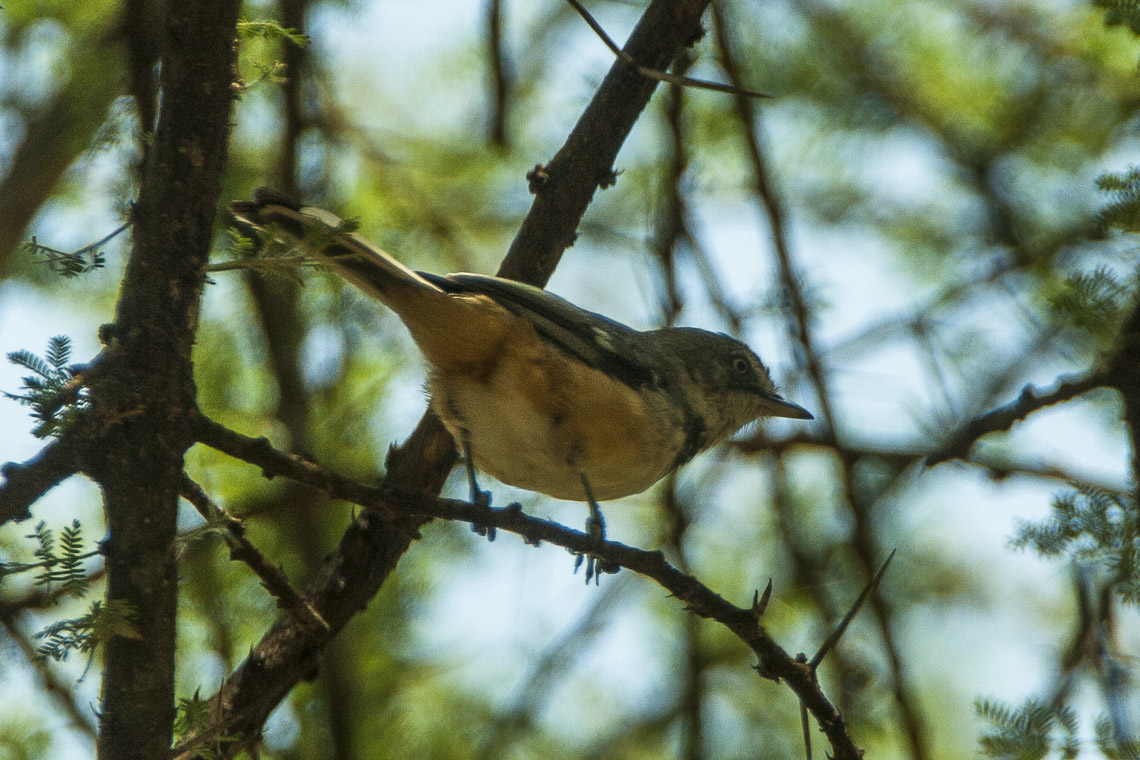
Fotografia d'un especimen de Tallarol de collar.

El tallarol de collar (Curruca boehmi; syn: Sylvia boehmi) és una espècie d'ocell de la família dels sílvids (Sylviidae). Es troba a l'Àfrica oriental. El seu hàbitat el conforma la sabana seca. El seu estat de conservació es considera de risc mínim.

## Taxonomia
Aquesta espècie estava classificada en el gènere Sylvia, però el Congrés Ornitològic Internacional, en la seva llista mundial d'ocells (versió 10.2, 2020) el transferí al gènere Curruca. Segons el Handook of the Birds of the World i la quarta versió de la BirdLife International Checklist of the birds of the world (Desembre 2019), aquest tàxon apareix classificat encara dins del gènere Sylvia.